# Kevin Kamenschak
Kevin Kamenschak (* 18. Januar 2004 in Linz) ist ein österreichischer Leichtathlet, der sich auf den Mittelstreckenlauf spezialisiert hat.

## Sportliche Laufbahn
Erste internationale Erfahrungen sammelte Kevin Kamenschak im Jahr 2021, als er bei den U20-Europameisterschaften in Tallin in 3:49,68 min den siebten Platz im 1500-Meter-Lauf belegte. Anschließend siegte er in 3:54,35 min bei den U18-Balkan-Meisterschaften in Kraljevo. Im Dezember gelangte er bei den Crosslauf-Europameisterschaften in Dublin nach 18:52 min auf den 24. Platz im U20-Rennen. Beim Läufermeeting in Pliezhausen unterbot er im Mai 2022 über die 3000-Meter-Distanz die Norm für die anstehende U20-WM im kolumbianischen Cali. Anschließend gewann er bei den Balkan-Meisterschaften in Craiova mit 3:43,03 min die Bronzemedaille hinter dem Armenier Jerwand Mkrttschjan und Marino Bloudek aus Kroatien. Bei den U20-Weltmeisterschaften belegte er dann in 3:40,95 min den achten Platz. Im Dezember gelangte er bei den Crosslauf-Europameisterschaften in Turin nach 18:33 min auf den 34. Platz im U20-Rennen. Im Jahr darauf holte er bei den U20-Europameisterschaften in Jerusalem 3:59,73 min die Silbermedaille über 1500 Meter und sicherte sich zudem in 14:15,02 min die Bronzemedaille im 5000-Meter-Lauf. Bei den Straßenlauf-Weltmeisterschaften 2023 in der lettischen Hauptstadt Riga lief er im 5-km-Lauf mit der persönlichen Bestzeit von 13:49 min auf den 25. Platz.
2024 belegte er bei den Balkan-Hallenmeisterschaften in Istanbul in 3:46,71 min den vierten Platz über 1500 Meter. Im Dezember wurde er dann bei den Crosslauf-Europameisterschaften in Antalya nach 18:46 min Achter im U23-Rennen.
In den Jahren 2021 und 2024 wurde Kamenschak österreichischer Hallen-Staatsmeister im 1500-Meter-Lauf.

## Persönliche Bestleistungen
- 800 Meter: 1:50,54 min, 4. Mai 2024 in Décines-Charpieu
  - 800 Meter (Halle): 1:52,54 min, 4. Februar 2024 in Linz
- 1500 Meter: 3:40,25 min, 11. Mai 2024 in Karlsruhe
  - 1500 Meter (Halle): 3:41,68 min, 27. Januar 2024 in Apeldoorn
- Meile: 4:02,20 min, 27. Mai 2023 in Manchester
- 3000 Meter: 7:48,57 min, 8. September 2023 in Trier (österreichischer U20-Rekord)
  - 3000 Meter (Halle): 7:54,02 min, 17. Februar 2024 in Linz
- 5000 Meter: 13:40,82 min, 17. Juni 2023 in Wien (österreichischer U20-Rekord)
- 5-km-Straßenlauf: 13:49 min, 1. Oktober 2023 in Riga (österreichischer U20-Rekord)